# 亚诺希·茹饶
亚诺希·茹饶（匈牙利語：Jánosi Zsuzsa，1963年11月19日—），匈牙利女子击剑运动员。她曾代表匈牙利参加1988年、1992年和1996年夏季奥林匹克运动会击剑比赛，获得一枚铜牌。